# Plastic Tree
플라스틱 트리(Plastic Tree)는 일본의 비주얼계 록 밴드. 1993년에 결성, 1997년에 메이저 데뷔. 약칭은 ‘플라プラ’ 등등.

## 멤버
- 아리무라 류타로(有村竜太朗) - 보컬 
 3월 6일생, 지바현 출신, 혈액형 AB형
- 하세가와 타다시(長谷川正) - 베이스, 리더 
 11월 16일생, 지바현 출신, 혈액형 O형
- 나카야마 아키라(ナカヤマアキラ) - 기타 
 1월 16일생, 홋카이도 쿠시로 시 출신, 혈액형 A형
- 사토 켄켄(佐藤ケンケン) - 드럼, 2009년 정식 가입 
 1월 8일생, 나가사키현 출신, 혈액형 O형

### 전 멤버
- 코지 (KOJI) 드럼
- 신 (SHIN) 드럼
- 오쇼 타카시 (大正谷隆) 드럼 - 2001년 탈퇴
- 사사부치 히로시 (笹渕啓史) – 2002년 정식 가입, 2009년 3월 19일 탈퇴.

## 음악성
문학적이고 동화적인 가사와 아리무라의 몽환적인 보컬이 특징. 당초에는 80년대 UK록에 영향을 받은 악곡과 연주 스타일이었으나, 2002년 무렵부터 나카야마에 의한 악곡이 늘고, 또한 드럼으로 사사부치가 가입하면서 악곡의 폭이 넓어졌다.
스스로 프로듀스를 행하는 한편, 2003년부터 2004년에 걸쳐 음악 프로듀서로 가메다 세이지, 2007년 이후로는 아카시 마사오가 참여하고 있다.

## 디스코그래피

### 싱글
1. 割れた窓 (1997년 6월 25일)
2. 本当の嘘 (1998년 2월 15일)
3. 絶望の丘 (1998년 7월 25일)
4. トレモロ (1999년 3월 10일)
5. Sink (1999년 8월 25일)
6. ツメタイヒカリ (初回盤：1999년 12월 10일,通常盤：2000년 1월 26일)
7. スライド. (2000년 4월 19일)
8. ロケット (2000년 7월 12일)
9. プラネタリウム (2001년 2월 7일)
10. 散リユク僕ラ (2001년 11월 14일)
11. 蒼い鳥 (2002년 6월 26일)
12. バカになったのに (2003년 5월 21일)
13. もしもピアノが弾けたなら (2003년 7월 9일)
14. 水色ガールフレンド (2003년 10월 1일)
15. 「雪蛍」 (2004년 1월 21일)
16. 春咲センチメンタル (2004년 3월 10일)
17. メランコリック (2004년 7월 28일)
18. 讃美歌 (2005년 5월 11일)
19. 名前のない花 (2005년 10월 12일)
20. Ghost (2005년 11월 16일)
21. 空中ブランコ (2005년 12월 14일)
22. ナミダドロップ (2006년 5월 10일)
23. スピカ (2007년 1월 24일)
24. 真っ赤な糸/藍より青く (2007년 5월 16일)
25. アローンアゲイン,ワンダフルワールド (2008년 4월 9일)
26. リプレイ/Dolly (2008년 8월 13일)
27. 梟 (2009년 6월 10일)
28. サナトリウム (2009년 10월 28일)
29. ムーンライト ――――。 (2010년 7월 28일)
30. みらいいろ (2010년 12월 15일)
31. 静脈 (2012년 2월 29일)

- ゼロ (2007년 9월 8일)
  - 메이저 데뷔 10주년 기념 공연 <제로>에서 배포된 싱글

### 앨범

#### 정규 앨범
1. Hide and Seek (1997년 7월 10일)
2. Puppet Show (1998년 8월 26일)
3. Parade (2000년 8월 23일)
4. トロイメライ (2002년 9월 21일)
5. シロクロニクル (2003년 10월 22일)
6. cell. (2004년 8월 25일)
7. シャンデリア (2006년 6월 28일)
8. ネガとポジ (2007년 6월 27일)
9. ウツセミ (2008년 9월 24일)
10. ドナドナ (2009년 12월 23일)
11. アンモナイト (2011년 4월 6일)

#### 베스트 앨범
1. Cut 〜Early Songs Best Selection〜 (2001년 3월 7일)
2. Single Collection (2001년 11월 14일)
3. Premium Best (2002년 11월 7일)
4. 黒盤 (2005년 10월 26일)
5. 白盤 (2005년 10월 26일)
6. B面画報 (2007년 9월 5일)
7. ゲシュタルト崩壞 (2009년 8월 26일)
8. ALL TIME THE BEST (2010년 7월 7일)

### DVD
1. 二次元ヲルゴール (1999년 7월 28일)
2. 二次元ヲルゴール2 (2000년 11월 8일)
3. 黒テント (2002년 3월 21일)
4. 黒テント2 (2002년 12월 18일)
5. 二次元ヲルゴール3 (2004년 12월 22일)
6. 花燃えて、亡霊の涙、天幕に堕ちる。 (2006년 3월 29일)
7. ゼロ (2007년 12월 19일)
8. Merry Go Around The World (2008년 12월 24일)
9. テント (2009년 11월 25일)
10. ゲシュタルト崩壊-映像編- (2009년 12월 23일)
11. 珠玉と秘密の公演 (2010년 7월 7일)
12. Ch.P (2010년 10월 27일)
13. 「ゆくプラ くるプラ」振替公演「ゆくプラ きたプラ」 (2011년 9월 7일)
14. Plastic Tree 「 アンモナイト 実演版」 (2011년 12월 14일)

### BOOK
1. あおむしドロップ (2002년 11월 1일)
2. カメラ・オブスキュラ (2005년 1월 31일)
3. 忘却モノローグ (2007년 9월 15일)
4. 五十音式 (2007년 12월 25일)